# غراهام بينتون
غراهام بينتون (بالإنجليزية: Graham Benton)‏ هو مجدف بريطاني، ولد في القرن العشرين في تشستر في المملكة المتحدة.